# Hirving Lozano
Hirving Rodrigo Lozano Bahena (Ciudad de México, México, 30 de julio de 1995) es un futbolista mexicano. Juega como extremo y su equipo es el San Diego F. C. de la MLS de Estados Unidos. Es internacional absoluto con la selección de México.

## Trayectoria

### Pachuca
Nacido en la Ciudad de México, Lozano comenzó a jugar fútbol en los equipos juveniles del C. F. Pachuca.
Amante del fútbol desde que tiene memoria, fue reclutado por las inferiores del mencionado club con apenas once años tras comenzar a mostrar sus cualidades en equipos de la zona del Pedregal. Luego de varios años de destacar en las categorías inferiores, fue ascendido al primer equipo por Gabriel Caballero.
Con 18 años, debutó el 8 de febrero de 2014, al mando de Enrique Meza, en partido del Clausura 2014 ante el Club América en la cancha del Estadio Azteca. Entró al terreno de juego en el minuto 84 por Jürgen Damm y solo 5 minutos después marcó su primera anotación. El 6 de agosto, iniciaría su primer encuentro en la Liga de Campeones de la Concacaf 2014-15, donde sorprendentemente también lograría anotar un gol en el minuto 26 en la victoria de 4 por 1 ante el Real España. A partir de su debut en liga, solo se perdió dos partidos del campeonato y llegó hasta la final con el equipo, donde consiguió una diana en el partido de ida contra el Club León. A la postre, el Pachuca se proclamó subcampeón. Antes del inicio del torneo Apertura 2014, levantó su primer título al ganar la Copa Pachuca de carácter amistoso, venciendo 2 por 0 a los Pumas de la UNAM.
Sus destacadas actuaciones, siendo titular indiscutible, llevarían al club a levantar su sexto cetro de la primera división de México en el torneo Clausura 2016 y a la obtención de la Liga de Campeones de la Concacaf 2016-17, siendo el campeón goleador de esta última con 8 tantos en 8 encuentros. Debido a esto, los tuzos decidieron anunciar la renovación de su contrato hasta el año 2020, con una cláusula de rescisión de veinte millones de euros.

### PSV Eindhoven
Después de meses de especulación respecto a su migración al fútbol europeo, el 19 de junio de 2017 se hizo oficial su traspaso al equipo neerlandés PSV Eindhoven en un contrato por 6 años y a cambio de 8 millones de euros. Unos días después, el 27 de julio, Chucky debutaría en la tercera ronda clasificatoria de la Liga Europa de la UEFA 2017-18, entrando de cambio en el minuto 62. Al final, su equipo sería derrotado en los dos partidos frente al NK Osijek de Croacia, no pudiendo así clasificarse a la justa europea.
En el primer partido del club en la Eredivisie 2017-18, debutó con un gol en el minuto 31 y disputó 85 minutos, al terminar el juego los rojiblancos salieron victoriosos con un marcador de 3 por 2 ante el AZ Alkmaar.
Durante la temporada Eredivisie 2017-18, anotó un total de 17 goles en 29 partidos, colocándose como el mejor goleador de su equipo y quinto del torneo. Del mismo modo, dio un total de 9 asistencias a gol y en agosto fue premiado por la KNVB a mejor jugador del mes. Del mismo modo, fue campeón en esa temporada, realizando un papel fundamental para que su equipo se coronara en el certamen.
En la temporada Eredivisie 2018-19, destacó como goleador y pilar fundamental en el ataque de su equipo. Del mismo modo anotó tres goles en la Liga de Campeones de la UEFA, dos en el repechaje y uno más ante el Tottenham Hotspur F. C. en fase de grupos.

### Napoli

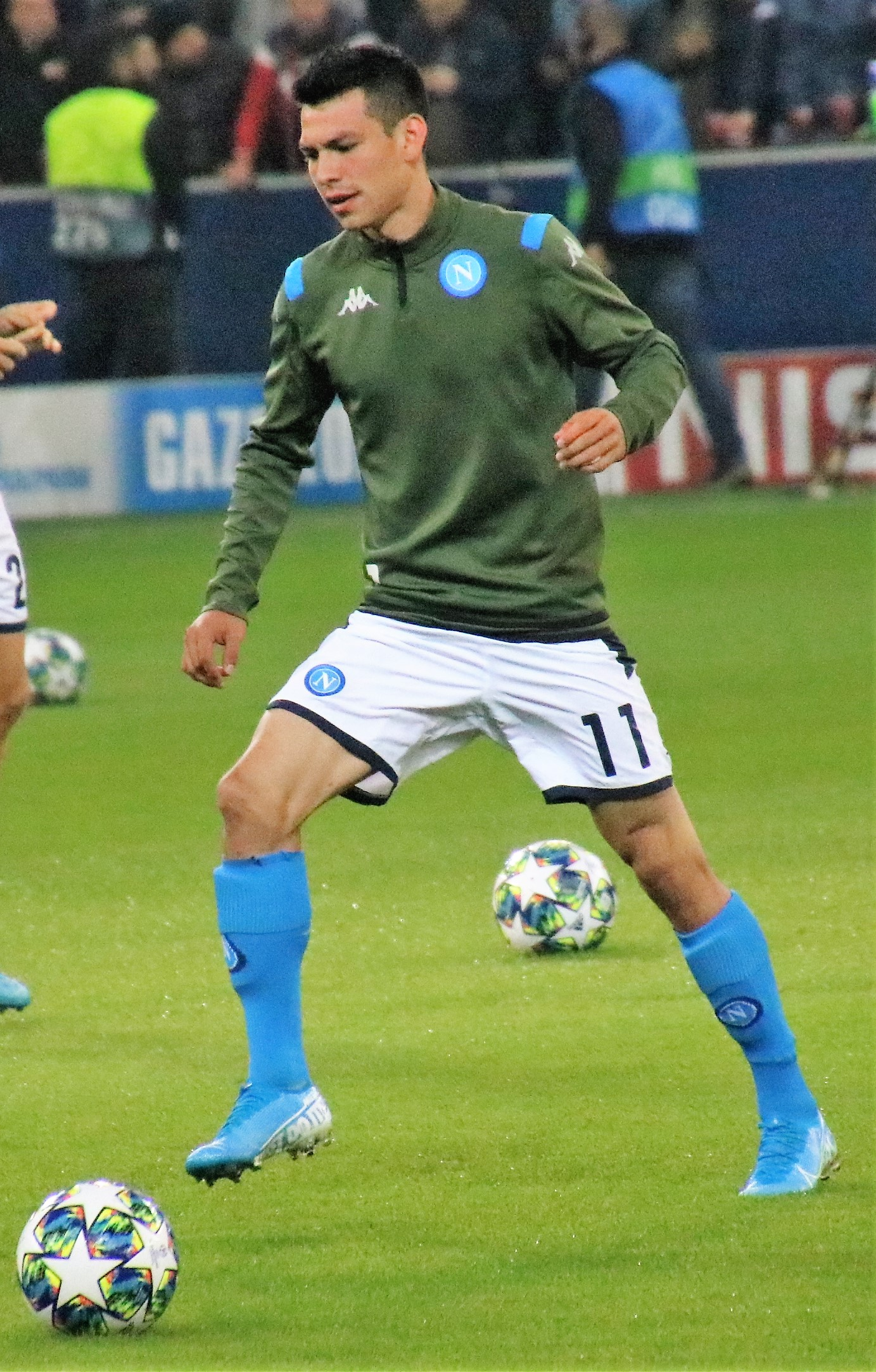
Lozano calentando con el Napoli

El 23 de agosto de 2019, la S. S. C. Napoli hizo oficial su fichaje a través de un comunicado en su página web. Por lo que se convierte en el futbolista mexicano más caro de la historia por delante de Raúl Jiménez.
Debuta el 31 de agosto de 2019 en un partido de liga contra la Juventus de Turín, entrando al medio tiempo y anotando el segundo gol, quedando el marcador 4-3 a favor de la Vecchia Signora.
El 24 de enero de 2021, Lozano anotó un gol en el segundo 8.9, convirtiéndose en la anotación más rápida para el Napoli y de la propia carrera del futbolista. A su vez se trata del tercer gol más rápido en la historia de la Serie A italiana.
En mayo de 2023, logró junto con su equipo el campeonato de la Serie A.

### San Diego FC
El 6 de junio de 2024, San Diego FC lo anuncia de forma oficial como su jugador estrella.

## Selección nacional

### Categorías inferiores

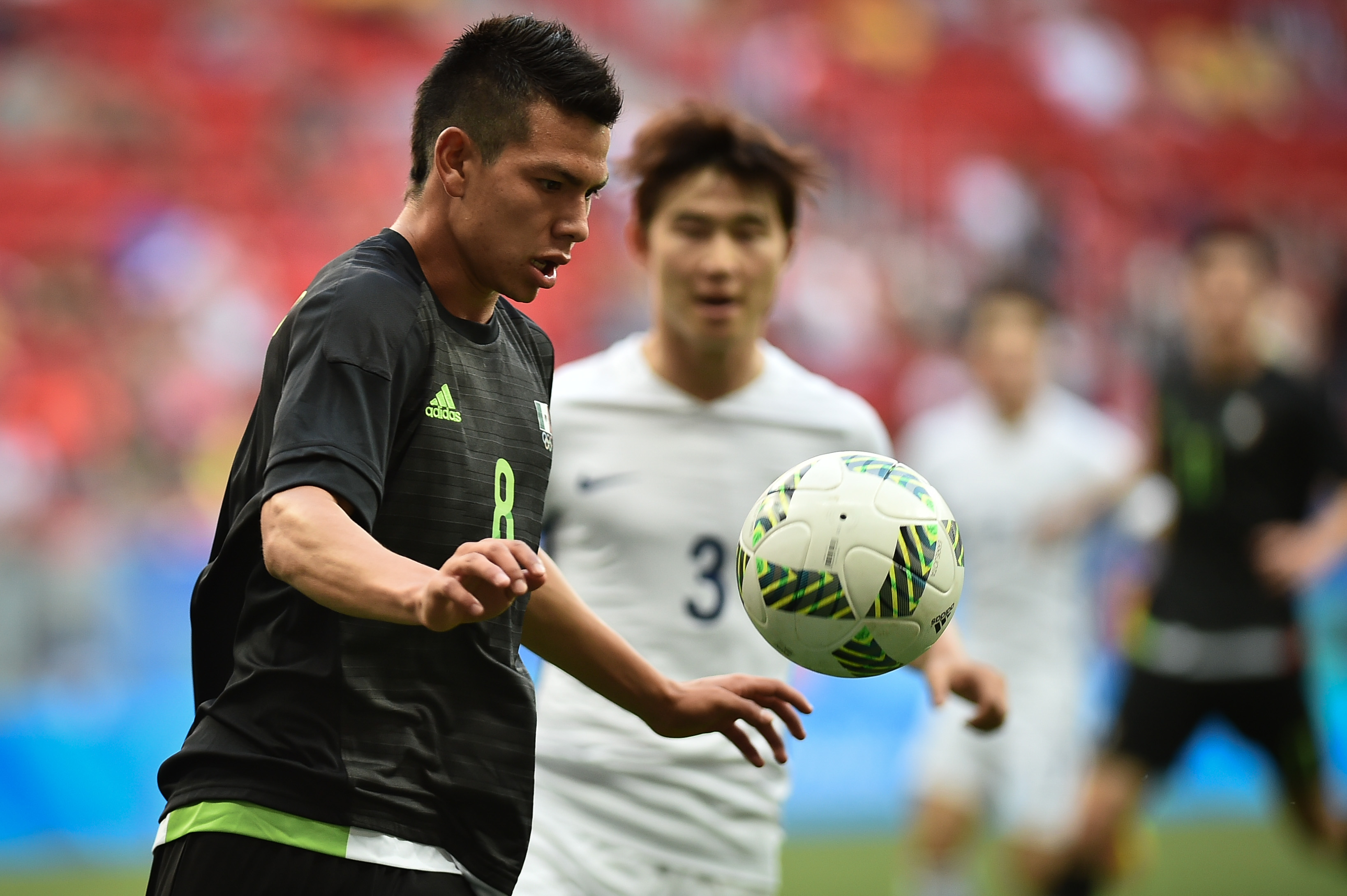
Lozano jugando con la selección olímpica ante Corea del Sur en 2016

Lozano fue convocado por la selección mexicana sub-20 para disputar el Campeonato de la Concacaf de 2015. En su primer partido contra Cuba, marcó dos goles y dio 4 asistencias para ayudar al equipo a ganar 9 por 1 y así colocarse primero en su grupo. Al final, logró anotar 3 goles más y dar otra asistencia en el resto del torneo. Terminó como el ganador del Botín de Oro con cinco goles, empatado con el centrocampista Romain Gall de los Estados Unidos. México alcanzó el campeonato, siendo este el número 13 para el país, y se ganó un puesto en el Mundial Sub-20 de Nueva Zelanda. En la Copa del Mundo, el Tricolor quedaría eliminado en primera ronda, Hirving disputaría todos los minutos posibles con una anotación.
El 13 de octubre de 2015, ahora con la selección mexicana sub-22, se coronó en el Preolímpico de Concacaf con 5 encuentros jugados y 1 gol, logrando así la clasificación a los Juegos Olímpicos de Río de 2016, donde al final México no pudo refrendar el título y cayó eliminado en fase de grupos.

### Selección absoluta
Con la selección mayor, debutaría en un duelo amistoso frente al combinado de Senegal el 10 de febrero de 2016. A partir de entonces, el técnico colombiano Juan Carlos Osorio lo hizo un jugador habitual en sus convocatorias, llamándolo a la que sería su primera competencia oficial, la Copa América de 2016, donde fue titular en dos partidos y en otros dos entró de cambio.
De igual manera, participó en la Copa Confederaciones de Rusia, donde anotó un tanto frente al anfitrión y contribuyó a lograr el cuarto puesto de la selección mexicana en la competencia. En las eliminatorias rumbo a la Copa Mundial de Fútbol de 2018, se mantuvo dentro del terreno de juego 437 minutos y marcó 4 goles —incluyendo uno en su primer partido frente al seleccionado de Canadá—, para así lograr el primer puesto en la clasificación.
El 4 de junio de 2018, Chucky Lozano fue incluido en la lista final de los 23 futbolistas que irán a disputar la Copa Mundial FIFA 2018 realizada en Rusia. El 17 de junio de 2018, debutó con un gol en el minuto 34, jugando 66 minutos y saliendo de cambio por Raúl Jiménez en la victoria 1-0 ante Alemania. Jugó los cuatro partidos de la selección de México en el Mundial.

### Participaciones en fases eliminatorias
| Torneo                          | Categoría | Sede           | Resultado     | Partidos | Goles |
| ------------------------------- | --------- | -------------- | ------------- | -------- | ----- |
| Preolímpico de Concacaf de 2015 | Sub-22    | Estados Unidos | Campeón       | 5        | 1     |
| Clasificación Mundial de 2018   | Absoluta  | Concacaf       | Primer puesto | 9        | 4     |

### Participaciones en fases finales
| Torneo                         | Categoría | Sede           | Resultado        | Partidos | Goles |
| ------------------------------ | --------- | -------------- | ---------------- | -------- | ----- |
| Campeonato de Concacaf de 2015 | Sub-20    | Jamaica        | Campeón          | 5        | 5     |
| Copa Mundial FIFA 2015         | Sub-20    | Nueva Zelanda  | Primera fase     | 3        | 1     |
| Juegos Olímpicos de 2016       | Sub-23    | Río de Janeiro | Primera fase     | 3        | 0     |
| Copa América de 2016           | Absoluta  | Estados Unidos | Cuartos de final | 4        | 0     |
| Copa Confederaciones de 2017   | Absoluta  | Rusia          | Cuarto puesto    | 3        | 1     |
| Copa Mundial FIFA 2018         | Absoluta  | Rusia          | Octavos de final | 4        | 1     |
| Copa Mundial FIFA 2022         | Absoluta  | Catar          | Primera fase     | 3        | 0     |

## Estadísticas

### Clubes
Actualizado al último partido disputado el 2 de agosto de 2025.
| Club | Div.          | Temporada     | Liga  | Liga  | Liga   | Copas nacionales(1) | Copas nacionales(1) | Copas nacionales(1) | Copas internacionales(2) | Copas internacionales(2) | Copas internacionales(2) | Total | Total | Total  | Media goleadora(3) |
| Club | Div.          | Temporada     | Part. | Goles | Asist. | Part.               | Goles               | Asist.              | Part.                    | Goles                    | Asist.                   | Part. | Goles | Asist. | Media goleadora(3) |
| --- | ------------- | ------------- | ----- | ----- | ------ | ------------------- | ------------------- | ------------------- | ------------------------ | ------------------------ | ------------------------ | ----- | ----- | ------ | ------------------ |
| C. F. Pachuca · México | 1.ª           | 2013-14       | 16    | 2     | 4      | 8                   | 3                   | 2                   | —                        | —                        | —                        | 24    | 5     | 6      | 0.21               |
| C. F. Pachuca · México | 1.ª           | 2014-15       | 35    | 7     | 5      | 0                   | 0                   | 0                   | 5                        | 1                        | 3                        | 40    | 8     | 8      | 0.2                |
| C. F. Pachuca · México | 1.ª           | 2015-16       | 40    | 12    | 10     | 8                   | 0                   | 0                   | —                        | —                        | —                        | 48    | 12    | 10     | 0.25               |
| C. F. Pachuca · México | 1.ª           | 2016-17       | 29    | 10    | 5      | 0                   | 0                   | 0                   | 8                        | 8                        | 2                        | 37    | 18    | 7      | 0.49               |
| C. F. Pachuca · México | Total club    | Total club    | 120   | 31    | 24     | 16                  | 3                   | 2                   | 13                       | 9                        | 5                        | 149   | 43    | 31     | 0.36               |
| PSV Eindhoven · Países Bajos | 1.ª           | 2017-18       | 29    | 17    | 11     | 3                   | 2                   | 0                   | 2                        | 0                        | 0                        | 34    | 19    | 11     | 0.56               |
| PSV Eindhoven · Países Bajos | 1.ª           | 2018-19       | 30    | 17    | 11     | 2                   | 0                   | 0                   | 8                        | 4                        | 1                        | 40    | 21    | 12     | 0.53               |
| PSV Eindhoven · Países Bajos | 1.ª           | 2019-20       | 1     | 0     | 0      | 1                   | 0                   | 0                   | 3                        | 0                        | 0                        | 5     | 0     | 0      | 0                  |
| S. S. C. Napoli · Italia | 1.ª           | 2019-20       | 26    | 4     | 1      | 1                   | 0                   | 1                   | 7                        | 1                        | 0                        | 34    | 5     | 2      | 0.15               |
| S. S. C. Napoli · Italia | 1.ª           | 2020-21       | 32    | 11    | 4      | 5                   | 3                   | 1                   | 6                        | 1                        | 0                        | 43    | 15    | 5      | 0.35               |
| S. S. C. Napoli · Italia | 1.ª           | 2021-22       | 30    | 5     | 6      | 1                   | 0                   | 0                   | 6                        | 1                        | 0                        | 37    | 6     | 6      | 0.16               |
| S. S. C. Napoli · Italia | 1.ª           | 2022-23       | 32    | 3     | 3      | 0                   | 0                   | 0                   | 9                        | 1                        | 1                        | 41    | 4     | 4      | 0.1                |
| S. S. C. Napoli · Italia | Total club    | Total club    | 120   | 23    | 14     | 7                   | 3                   | 2                   | 28                       | 4                        | 1                        | 155   | 30    | 17     | 0.19               |
| PSV Eindhoven · Países Bajos | 1.ª           | 2023-24       | 24    | 6     | 3      | 2                   | 0                   | 0                   | 7                        | 0                        | 0                        | 33    | 6     | 3      | 0.18               |
| PSV Eindhoven · Países Bajos | 1.ª           | 2024-25       | 9     | 4     | 2      | 1                   | 1                   | 0                   | 2                        | 0                        | 0                        | 12    | 5     | 2      | 0.5                |
| PSV Eindhoven · Países Bajos | Total club    | Total club    | 92    | 41    | 27     | 9                   | 3                   | 0                   | 22                       | 4                        | 1                        | 123   | 51    | 28     | 0.42               |
| San Diego F. C. Estados Unidos | 1.ª           | 2025          | 20    | 7     | 6      | 0                   | 0                   | 0                   | 2                        | 0                        | 0                        | 22    | 7     | 6      | 0.33               |
| San Diego F. C. Estados Unidos | Total club    | Total club    | 20    | 7     | 6      | 0                   | 0                   | 0                   | 2                        | 0                        | 0                        | 22    | 7     | 6      | 0.33               |
| Total carrera | Total carrera | Total carrera | 352   | 102   | 71     | 32                  | 9                   | 4                   | 65                       | 17                       | 7                        | 449   | 131   | 82     | 0.29               |
| (1) Incluye datos de la Copa MX (2014-16); Campeón de Campeones (2015-16); Copa de los Países Bajos (2017-19); Supercopa de los Países Bajos (2018). (2) Incluye datos de la Liga de Campeones de la Concacaf (2014-17), Liga Europa de la UEFA (2017-Act.); Liga de Campeones de la UEFA (2018-Act.). (3) No incluye goles en partidos amistosos. |               |               |       |       |        |                     |                     |                     |                          |                          |                          |       |       |        |                    |

### Selección de México
Actualizado al último partido jugado el 26 de marzo de 2018.
| Sub-20 · México |       |    |   |   |   |   |   |    |   |    |    |   |    |    |    |      |      |
| 2015 | —     | —  | — | 5 | 5 | 0 | 3 | 1  | 0 | 1  | 0  | 0 | 9  | 6  | 0  | 0.67 |      |
| Total | 0     | 0  | 0 | 5 | 5 | 0 | 3 | 1  | 0 | 1  | 0  | 0 | 9  | 6  | 0  | 0.67 |      |
| Sub-22 · México |       |    |   |   |   |   |   |    |   |    |    |   |    |    |    |      |      |
| 2015 | 5     | 1  | 0 | — | — | — | — | —  | — | —  | —  | — | 5  | 1  | 0  | 0.20 |      |
| Total | 5     | 1  | 0 | 0 | 0 | 0 | 0 | 0  | 0 | 0  | 0  | 0 | 5  | 1  | 0  | 0.20 |      |
| Sub-23 · México |       |    |   |   |   |   |   |    |   |    |    |   |    |    |    |      |      |
| 2016 | —     | —  | — | — | — | — | 3 | 0  | 0 | —  | —  | — | 3  | 0  | 0  | 0.00 |      |
| Total | 0     | 0  | 0 | 0 | 0 | 0 | 3 | 0  | 0 | 0  | 0  | 0 | 3  | 0  | 0  | 0.00 |      |
| Absoluta · México |       |    |   |   |   |   |   |    |   |    |    |   |    |    |    |      |      |
| 2016 | 4     | 1  | 0 | 4 | 0 | 0 | — | —  | — | 4  | 0  | 1 | 12 | 1  | 1  | 0.08 |      |
| 2017 | 5     | 3  | 0 | — | — | — | 3 | 1  | 0 | 4  | 2  | 0 | 12 | 6  | 0  | 0.50 |      |
| 2018 | —     | —  | — | — | — | — | 4 | 1  | 1 | 6  | 0  | 2 | 10 | 1  | 3  | 0.10 |      |
| 2019 | —     | —  | — | — | — | — | — | —  | — | 1  | 1  | 0 | 1  | 1  | 0  | 1.00 |      |
| Total | 9     | 4  | 0 | 4 | 0 | 0 | 7 | 2  | 1 | 15 | 3  | 3 | 35 | 9  | 4  | 0.25 |      |
| Total | Total | 14 | 5 | 0 | 9 | 5 | 0 | 13 | 3 | 1  | 16 | 3 | 3  | 52 | 16 | 4    | 0.30 |
| (1) Incluye datos de Preolímpico de Concacaf (2015); Clasificación a la Copa Mundial (2016-Act.) (2) Incluye datos de Campeonato Sub-20 de la Concacaf (2015); Copa América (2016) (3) Incluye datos de Copa Mundial de Fútbol Sub-20 (2015); Juegos Olímpicos (2016); Copa Confederaciones (2017), Copa Mundial de Fútbol (2018). |       |    |   |   |   |   |   |    |   |    |    |   |    |    |    |      |      |

### Tripletes
| 1.  | 10 de febrero de 2016    | Marlins Park, Miami, Estados Unidos                        | México | 2-0 | Senegal           |         | Amistoso                                | 90'   |
| 2.  | 25 de marzo de 2016      | BC Place Stadium, Vancouver, Canadá                        | México | 3-0 | Canadá            | 39'     | Clasificación Mundial 2018              | 60'   |
| 3.  | 1 de junio de 2016       | Qualcomm Stadium, San Diego, Estados Unidos                | México | 1-0 | Chile             |         | Amistoso                                | 61'   |
| 4.  | 5 de junio de 2016       | University of Phoenix Stadium, Glendale, Estados Unidos    | México | 3-1 | Uruguay           |         | Copa América Centenario                 | 54'   |
| 5.  | 9 de junio de 2016       | Rose Bowl, Pasadena, Estados Unidos                        | México | 2-0 | Jamaica           |         | Copa América Centenario                 | 63'   |
| 6.  | 13 de junio de 2016      | NRG Stadium, Houston, Estados Unidos                       | México | 1-1 | Venezuela         |         | Copa América Centenario                 | 90'   |
| 7.  | 18 de junio de 2016      | Levi's Stadium, Santa Clara, Estados Unidos                | México | 0-7 | Chile             |         | Copa América Centenario                 | 45'   |
| 8.  | 6 de septiembre de 2016  | Estadio Azteca, Ciudad de México, México                   | México | 0-0 | Honduras          |         | Clasificación Mundial 2018              | 45'   |
| 9.  | 8 de octubre de 2016     | Nissan Stadium, Nashville, Estados Unidos                  | México | 2-1 | Nueva Zelanda     |         | Amistoso                                | 90'   |
| 10. | 11 de octubre de 2016    | Toyota Park, Bridgeview, Estados Unidos                    | México | 1-0 | Panamá            |         | Amistoso                                | 45'   |
| 11. | 11 de noviembre de 2016  | Mapfre Stadium, Columbus, Ohio, Estados Unidos             | México | 2-1 | Estados Unidos    |         | Clasificación Mundial 2018              | 73'   |
| 12. | 16 de noviembre de 2016  | Rommel Fernández, Juan Díaz, Panamá                        | México | 0-0 | Panamá            |         | Clasificación Mundial 2018              | 60'   |
| 13. | 8 de febrero de 2017     | Estadio Sam Boyd, Las Vegas, Estados Unidos                | México | 1-0 | Islandia          |         | Amistoso                                | 90'   |
| 14. | 27 de mayo de 2017       | Los Angeles Memorial Coliseum, Los Ángeles, Estados Unidos | México | 1-2 | Croacia           |         | Amistoso                                | 90'   |
| 15. | 8 de junio de 2017       | Estadio Azteca, Ciudad de México, México                   | México | 3-0 | Honduras          | 63'     | Clasificación Mundial 2018              | 57'   |
| 16. | 11 de junio de 2017      | Estadio Azteca, Ciudad de México, México                   | México | 1-1 | Estados Unidos    |         | Clasificación Mundial 2018              | 90'   |
| 17. | 24 de junio de 2017      | Kazán Arena, Kazán, Rusia                                  | México | 2-1 | Rusia             | 52'     | Copa Confederaciones 2017               | 90'   |
| 18. | 29 de junio de 2017      | Olimpiyskiy Stadion Fisht, Sochi, Rusia                    | México | 1-4 | Alemania          |         | Copa Confederaciones 2017               | 45'   |
| 19. | 2 de julio de 2017       | Otkrytie Arena, Moscú, Rusia                               | México | 1-2 | Portugal          |         | Copa Confederaciones 2017               | 61'   |
| 20. | 1 de septiembre de 2017  | Estadio Azteca, Ciudad de México, México                   | México | 1-0 | Panamá            | 53'     | Clasificación Mundial 2018              | 45'   |
| 21. | 5 de septiembre de 2017  | Estadio Nacional, San José, Costa Rica                     | México | 1-1 | Costa Rica        |         | Clasificación Mundial 2018              | 90'   |
| 22. | 6 de octubre de 2017     | Estadio Alfonso Lastras, San Luis Potosí, México           | México | 3-1 | Trinidad y Tobago | 79'     | Clasificación Mundial 2018              | 56'   |
| 23. | 10 de noviembre de 2017  | Estadio Rey Balduino, Bruselas, Bélgica                    | México | 3-3 | Bélgica           | 56' 60' | Amistoso                                | 90'   |
| 24. | 23 de noviembre de 2017  | Arena Gdansk, Gdansk, Polonia                              | México | 1-0 | Polonia           |         | Amistoso                                | 46'   |
| 25. | 23 de marzo de 2018      | Levi's Stadium, Santa Clara, Estados Unidos                | México | 3-0 | Islandia          |         | Amistoso                                | 45'   |
| 26. | 27 de marzo de 2018      | AT&T Stadium, Arlington, Estados Unidos                    | México | 0-1 | Croacia           |         | Amistoso                                | 90'   |
| 27. | 2 de junio de 2018       | Estadio Azteca, Ciudad de México, México                   | México | 1-0 | Escocia           |         | Amistoso                                | 73'   |
| 28. | 9 de junio de 2018       | Estadio Brøndby, Copenhague, Dinamarca                     | México | 0-2 | Dinamarca         |         | Amistoso                                | 57'   |
| 29. | 17 de junio de 2018      | Estadio Olímpico Luzhnikí, Moscú, Rusia                    | México | 1-0 | Alemania          | 35'     | Copa Mundial 2018                       | 66'   |
| 30. | 23 de junio de 2018      | Rostov Arena, Rostov, Rusia                                | México | 2-1 | Corea del Sur     |         | Copa Mundial 2018                       | 71'   |
| 31. | 27 de junio de 2018      | Estadio Central, Ekaterimburgo, Rusia                      | México | 0-3 | Suecia            |         | Copa Mundial 2018                       | 90'   |
| 32. | 2 de julio de 2018       | Cosmos Arena, Samara, Rusia                                | México | 0-2 | Brasil            |         | Copa Mundial 2018                       | 90'   |
| 33. | 7 de septiembre de 2018  | NRG Stadium, Houston, Estados Unidos                       | México | 1-4 | Uruguay           |         | Amistoso                                | 72'   |
| 34. | 16 de octubre de 2018    | Estadio Corregidora, Querétaro, México                     | México | 0-1 | Chile             |         | Amistoso                                | 82'   |
| 35. | 23 de marzo de 2019      | SDCCU Stadium, San Diego, Estados Unidos                   | México | 3-1 | Chile             | 65'     | Amistoso                                | 62'   |
| 36. | 6 de septiembre de 2019  | MetLife Stadium, East Rutherford, Estados Unidos           | México | 3-0 | Estados Unidos    |         | Amistoso                                | 70'   |
| 37. | 10 de septiembre de 2019 | Alamodome, San Antonio, Estados Unidos                     | México | 0-4 | Argentina         |         | Amistoso                                | 90'   |
| 38. | 11 de octubre de 2019    | Estadio Nacional de las Bermudas, Hamilton, Bermudas       | México | 5-1 | Bermudas          | 60'     | Liga de Naciones de la Concacaf 2019-20 | 72'   |
| 39. | 15 de octubre de 2019    | Estadio Azteca, Ciudad de México, México                   | México | 3-1 | Panamá            |         | Liga de Naciones de la Concacaf 2019-20 | 66'   |
| 40. | 14 de noviembre de 2020  | Stadion Wiener Neustadt, Wiener Neustadt, Austria          | México | 3-2 | Corea del Sur     |         | Amistoso                                | 83'   |
| 41. | 17 de noviembre de 2020  | Stadion Graz-Liebenau, Graz, Austria                       | México | 2-0 | Japón             | 68'     | Amistoso                                | 82'   |
| 42. | 1 de abril de 2021       | Stadion Graz-Liebenau, Graz, Austria                       | México | 1-0 | Costa Rica        | 89'     | Amistoso                                | 92'   |
| 43. | 29 de mayo de 2021       | AT&T Stadium, Dallas, Estados Unidos                       | México | 2-1 | Islandia          | 73' 79' | Amistoso                                | 63'   |
| 44. | 10 de octubre de 2021    | Estadio Azteca, Ciudad de México, México                   | México | 3-0 | Honduras          | 86'     | Clasificación Mundial 2022              | 90'   |
| 45. | 24 de septiembre de 2022 | Rose Bowl, California, Estados Unidos                      | México | 1-0 | Perú              | 85'     | Amistoso                                | Entró |

| 1. | 19 de marzo de 2016      | Estadio Hidalgo | Pachuca       | 6-0  | Veracruz          | 34' 39' 90'     | Clausura 2016                    | [ 32 ] |
| 2. | 13 de septiembre de 2016 | Estadio Hidalgo | Pachuca       | 11-0 | Police United     | 30' 35' 69' 79' | Liga de Campeones de la Concacaf | [ 33 ] |
| 3. | 7 de enero de 2017       | Estadio León    | Club León     | 2-4  | Pachuca           | 18' 77' 87'     | Clausura 2017                    | [ 34 ] |
| 4  | 29 de octubre de 2023    | Philips Stadion | PSV Eindhoven | 5-2  | Ajax de Ámsterdam | 20' 60' 72'     | Eredivisie 2023-24               | 37.    |

### Resumen estadístico
|                            | Partidos | Goles | Promedio |
| -------------------------- | -------- | ----- | -------- |
| Liga                       | 303      | 88    | 0.29     |
| Copas nacionales           | 29       | 8     | 0.28     |
| Copas internacionales      | 54       | 17    | 0.31     |
| Selección de México sub-20 | 9        | 6     | 0.67     |
| Selección de México sub-22 | 5        | 1     | 0.2      |
| Selección de México sub-23 | 3        | 0     | 0        |
| Selección de México        | 64       | 17    | 0.27     |
| Total                      | 464      | 137   | 0.3      |

## Habilidades
Lozano maneja el perfil diestro, tiene todos los atributos de un extremo invertido clásico, siendo el pase y el dribbling sus principales puntos fuertes, a su vez, es capaz de dar grandes pases a espaldas de los defensores. Tiene una gran potencia en su pie derecho, a menudo es peligroso cuando dispara a portería después de recortar en el lado izquierdo del campo.

## Palmarés

### Campeonatos nacionales
| Título                     | Club            | País         | Año     |
| -------------------------- | --------------- | ------------ | ------- |
| Primera División de México | C. F. Pachuca   | México       | 2016    |
| Eredivisie                 | PSV Eindhoven   | Países Bajos | 2017-18 |
| Copa Italia                | S. S. C. Napoli | Italia       | 2019-20 |
| Serie A                    | S. S. C. Napoli | Italia       | 2022-23 |
| Eredivise                  | PSV Eindhoven   | Países Bajos | 2023-24 |
| Eredivisie                 | PSV Eindhoven   | Países Bajos | 2024-25 |

### Campeonatos internacionales
| Título                           | Club          | Sede           | Año  |
| -------------------------------- | ------------- | -------------- | ---- |
| Preolímpico Concacaf             | México Sub-23 | Estados Unidos | 2015 |
| Campeonato Sub-20 de la Concacaf | México Sub-20 | Jamaica        | 2015 |
| Liga de Campeones de la Concacaf | C. F. Pachuca | Pachuca        | 2017 |

### Distinciones individuales
| Distinción                                                                   | Año  |
| ---------------------------------------------------------------------------- | ---- |
| Mejor jugador del partido Pachuca vs. León de la Liga MX.                    | 2014 |
| Mejor novato del Torneo Clausura.                                            | 2014 |
| Incluido en el once ideal de la jornada 12 del Torneo Clausura.              | 2015 |
| Incluido en el once Ideal de la jornada 13 del Torneo Clausura.              | 2015 |
| Bota de Oro como máximo goleador del Campeonato Sub-20.                      | 2015 |
| Incluido en el once ideal del Campeonato Sub-20.                             | 2015 |
| Balón de Oro como el mejor jugador del Preolímpico.                          | 2015 |
| Incluido en el once ideal del Preolímpico.                                   | 2015 |
| Incluido en el once ideal de la Concacaf del 2015.                           | 2016 |
| Incluido en el once ideal de la jornada 1 del Torneo Apertura.               | 2016 |
| Incluido en el once ideal de la jornada 11 del Torneo Apertura.              | 2016 |
| Incluido en el once ideal de la jornada 11 del Torneo Clausura.              | 2016 |
| Incluido en el once ideal de la jornada 15 del Torneo Clausura.              | 2016 |
| Mejor jugador del partido México vs. Canadá.                                 | 2016 |
| Incluido en el once ideal del Torneo Clausura.                               | 2016 |
| Incluido en el once ideal de la primera fecha de la Copa América Centenario. | 2016 |
| Mejor medio ofensivo de la Liga MX.                                          | 2016 |
| Incluido en el once ideal del Torneo Apertura.                               | 2016 |
| Incluido en el once ideal de la jornada 1 del Clausura 2017.                 | 2017 |
| Segundo mejor jugador del año de la Concacaf.                                | 2017 |
| Incluido en el once ideal de la Concacaf del 2016.                           | 2017 |
| Bota de Oro como máximo goleador de la Liga de Campeones de la Concacaf.     | 2017 |
| Joven más valioso de la Liga de Campeones de la Concacaf.                    | 2017 |
| Mejor jugador del partido México vs. Rusia.                                  | 2017 |
| Mejor jugador del partido PSV Eindhoven vs. AZ Alkmaar de la Eredivisie.     | 2017 |
| Incluido en el once ideal de la jornada 1 de la Eredivisie.                  | 2017 |
| Jugador del mes de agosto de la Eredivisie.                                  | 2017 |
| Incluido en el once ideal de la jornada 7 de la Eredivisie.                  | 2017 |
| Nombrado jugador del partido México vs. Alemania en la Copa Mundial 2018.    | 2018 |
| Nombrado mejor jugador del año de la Concacaf                                | 2018 |